# Catherine McCormack
Pour les articles homonymes, voir McCormack.
Catherine McCormack, née le 3 avril 1972 à Epsom, dans le comté de Surrey, en Angleterre, est une actrice britannique. 
Après avoir débuté dans Loaded (en), en 1994, elle est propulsée en tête d'affiche de Braveheart (1995), Trois Anglaises en campagne (1998), La Courtisane (1998), Spy Game (2001) ou encore 28 Semaines plus tard (2007).

## Biographie
Catherine Jane McCormack est née le 3 avril 1972 à Epsom, dans le comté de Surrey, en Angleterre. Elle a un frère, Stephen McCormack. Elle a perdu sa mère à l'âge de six ans.
Elle a été élevée dans la religion catholique et a été scolarisée au couvent de Our Lady of Providence, puis elle a étudié à l'Oxford School of Drama.

### Vie privée
Elle fut en couple avec l'acteur Joseph Fiennes de 1998 à 2000.

## Carrière
Elle débute à la télévision en 1994 dans un épisode de la série anglaise Wycliffe et au cinéma, la même année dans le film Loaded. Elle se fait connaître l'année suivante avec son rôle dans Braveheart de Mel Gibson.
En 1996, elle tourne dans Grand Nord. Deux ans plus tard, elle est présente au casting de trois films : Trois Anglaises en campagne, La Courtisane et Les Moissons d'Irlande.
En 1999, elle est présente dans le film Mariage à l'anglaise et dans la série Petites histoires entre amants.
En 2001 elle est à l'affiche des films Le Tailleur de Panama avec Pierce Brosnan, Geoffrey Rush, Jamie Lee Curtis, ou encore Brendan Gleeson (avec qui elle avait joué dans Braveheart), et Spy Game, jeu d'espions de Tony Scott (avec Robert Redford, Brad Pitt, Stephen Dillane).
En 2004, elle incarne la Reine Élisabeth Ire dans le téléfilm Gunpowder, Treason & Plot de Gillies MacKinnon aux côtés de la française Clémence Poésy. Elle prête également sa voix au film d'animation Le Fil de la vie.
En 2007, elle joue dans le film post-apocalyptique 28 Semaines plus tard (28 Weeks Later) de Juan Carlos Fresnadillo avec Rose Byrne, Imogen Poots, Jeremy Renner  et Robert Carlyle.
Après quelques apparitions dans des séries télévisées et téléfilms, l'actrice revient au cinéma en 2013 avec The Fold de John Jencks et en 2014 dans Magic in the Moonlight de Woody Allen.
En 2016, elle est présente dans un épisode de Sherlock. L'année suivante, elle tourne pour la première fois en langue française dans La Promesse de l'aube d'Éric Barbier où elle incarne Lesley Blanch, une des femmes de l'écrivain Romain Gary incarné dans le film par Pierre Niney. Elle est également présente dans la première saison de Genius.
En 2019, elle joue aux côtés de Mark Strong et Carice Van Houten dans la série Temple. Elle tourne également dans les films The Song of Names (avec Tim Roth et Clive Owen) et Cordelia (avec Michael Gambon et Johnny Flynn).

## Filmographie

### Cinéma
- 1994 : Loaded : Rose
- 1995 : Braveheart de Mel Gibson : Murron MacClannough
- 1996 : Grand nord (North Star) de Nils Gaup : Sarah
- 1998 : Trois Anglaises en campagne (The Land Girls) de David Leland : Stella
- 1998 : La Courtisane (Dangerous Beauty) de Marshall Herskovitz : Veronica Franco
- 1998 : Les Moissons d'Irlande (Dancing at Lughnasa) de Pat O'Connor : Christina 'Chrissy' Mundy
- 1999 : Mariage à l'anglaise (This Year's Love) de David Kane : Hannah[1]
- 1999 : The Debtors d'Evi Quaid
- 2000 : Le Poids de l'eau (The Weight of Water) de Kathryn Bigelow : Jean Janes
- 2000 : L'Ombre du vampire (Shadow of the Vampire) d'E. Elias Merhige : Greta Schröder
- 2000 : Born Romantic de David Kane : Jocelyn
- 2000 : Le Murmure des anges (A Rumor of Angels) : Mary Neubauer
- 2001 : Le Tailleur de Panama (The Tailor of Panama) de John Boorman : Francesca Deane
- 2001 : Spy game, jeu d'espions (Spy Game) de Tony Scott : Elizabeth Hadley
- 2004 : Le Fil de la vie (Strings) d'Anders Rønnow Klarlund : Zita (voix)
- 2005 : Un coup de tonnerre (A Sound of Thunder) de Peter Hyams : Sonia Rand
- 2006 : Renaissance de Christian Volckman : Bislane Tasuiev (voix)
- 2007 : 28 Semaines plus tard (28 Weeks Later) de Juan Carlos Fresnadillo : Alice
- 2007 : The Moon and the Stars de Peter O'Fallon : Kristina Baumgarten / Tosca
- 2013 : The Fold de John Jencks : Rebecca Ashton
- 2014 : Magic in the Moonlight de Woody Allen : Olivia
- 2017 : La Promesse de l'aube d'Éric Barbier : Lesley Blanch
- 2019 : Le Prodige inconnu (The Song of Names) de François Girard : Helen
- 2019 : Cordelia d'Adrian Shergold : Kate

### Télévision

#### Séries télévisées
- 1994 : Wycliffe : Asenath Gardner
- 1999 : Petites histoires entre amants (Love in the 21st Century) : Fay
- 2001 : Armadillo : Flavia
- 2006 : Ancient Rome : The Rise and Fall of an Empire : Poppaea Sabina
- 2008 : Midnight Man : Alice Ross
- 2011 : Lights Out : Theresa Leary
- 2013 : Lucan : Lady Veronica Lucan
- 2015 : Life in Squares : Virginia Woolf
- 2016 : Sherlock : Lady Louisa Carmichael
- 2017 : Genius : Marija Ruzic-Maric
- 2018 : Women on the Verge : Claire
- 2019 : Temple : Beth Milton
- 2022 : Slow Horses : Alex Tropper

#### Téléfilms
- 1997 : Deacon Brodie de Philip Saville : Annie Grant
- 2003 : Broken Morning de Jack Bond : Cathy
- 2004 : Gunpowder, Treason & Plot de Gillies MacKinnon : Reine Elizabeth I
- 2005 : Kenneth Tynan : In Praise of Hardcore de Chris Durlacher : Kathleen Tynan
- 2006 : Elizabeth David : A Life in Recipes de James Kent : Elizabeth David
- 2008 : Mon enfant diabolique (Stevie) de Bryan Goeres : Claire

## Distinctions
- Laurence Olivier Awards 2001 : nomination comme meilleur second rôle féminin pour All My Sons au Royal National Theatre